# Komboï

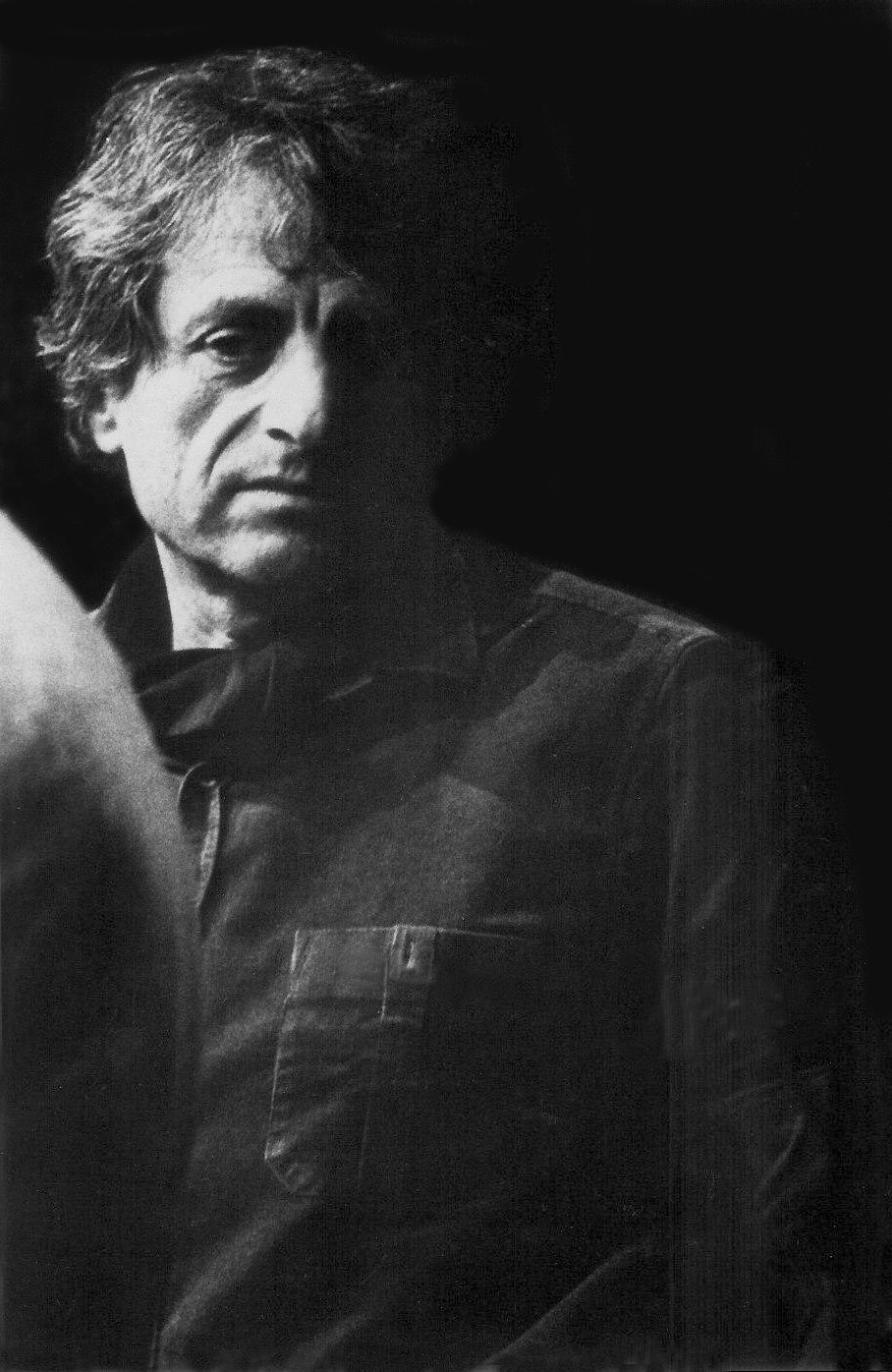
Komboï es una obra compuesta por Iannis Xenakis

Komboï (Griego: Κόμβοι, Nudos) es una composición estocástica de 1981 para clavecín amplificado y percusión, del compositor griego Iannis Xenakis. Es una de las dos composiciones para clavecín y percusión escrita por Xenakis, la otra es Oophaa.

## Composición

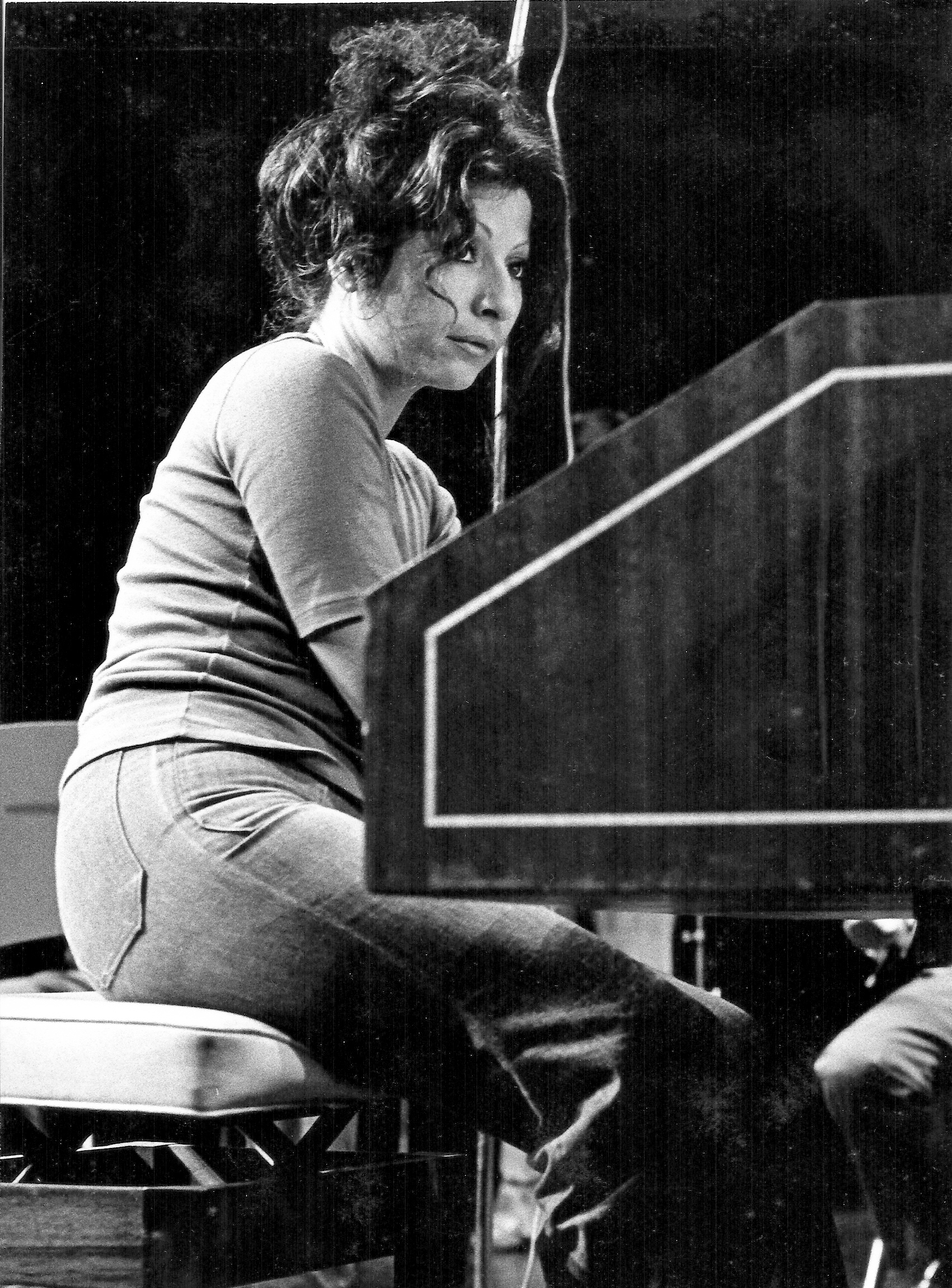
La obra fue dedicada a la clavecinista Élisabeth Chojnacka y al percusionista Sylvio Gualda

Xenakis compuso Komboï después de una larga colaboración con la clavecinista Elisabeth Chojnacka y el percusionista Sylvio Gualda, que en ese momento formaban un dúo, el cual encargó obras para ambos instrumentos a otros compositores. Como Xenakis había trabajado anteriormente con ambos músicos (también compuso Khoai para Chojnacka en 1976 y Psappha para Gualda en 1975), el compositor estaba mucho más enfocado en explorar las capacidades tímbricas de ambos instrumentos al crear una textura de sonido homogénea. La obra está dedicada a Gualda y Chojnacka, siendo esta última a quien están dedicadas las cinco composiciones para clave de Xenakis. La obra fue estrenada por el dúo el 22 de diciembre de 1981 en Rencontres Internationales de Musique Contemporaine en Metz.

## Análisis
La composición tiene un solo movimiento y su interpretación es de 17 minutos aproximadamente. Está escrita para un clavecín, un vibráfono, dos bloques de madera, dos bongos, tres congas, cuatro tom toms, un bombo y siete macetas de terracota. Como lo dijo Xenakis, Komboï explora "escalas no octavadas" (en inglés 'non-octave scales'), su ritmo examina la "antiféresis" (desplazamiento de tensión), y sus timbres explotan "las antítesis u homeofanías del clavecín y la percusión amplificadas". En este sentido, Komboï significa nudos, como "nudos de ritmos, timbres, estructuras y personalidad", entrelazándolos entre sí. Para hacer que los instrumentos se combinen de manera más efectiva, Xenakis usó la amplificación en todas sus obras para el clavecín.
La composición se puede dividir en cinco secciones, que también contienen interludios y variaciones. La sección inicial presenta un ostinato que interpretan los bongos, mientras que el clavecín toca principalmente clústers de tonos ascendentes. En este caso, los bongos suben y bajan de manera desigual para producir la sensación de "antiféresis". Aquí, Xenakis explora la relación de la sonoridad entre una percusión hasta cierto punto ordenada con los clusters interpretados por el clavecín. La segunda sección, marcada como Crystalline, mezcla el clavecín y el vibráfono, y la relación entre estos dos instrumentos parece fusionarse de manera más efectiva. Después de eso, el vibráfono cambia a los bloques de madera y, más adelante, el clavecín comienza un largo solo.
Luego, la percusión se une con el sonido de las macetas, que se mezclan con el sonido "similar a una aguja" del clavecín, que toca un ostinato de siete acordes.